# Dolní Lánov
Dolní Lánov település Csehországban, Trutnovi járásban. Dolní Lánov Lánov, Černý Důl, Vrchlabí, Kunčice nad Labem és Prosečné településekkel határos. Lakosainak száma 825 fő (2024. január 1.).

## Népesség
A település lakosságának változását az alábbi diagram mutatja:
| Lakosok száma | 1796 | 2081 | 1640 | 724  | 642  | 668  | 770  | 780  | 760  | 825  |
|               | 1869 | 1890 | 1921 | 1950 | 1980 | 2001 | 2017 | 2019 | 2022 | 2024 |